# Baczyn (województwo małopolskie)
Baczyn – wieś w Polsce położona w województwie małopolskim, w powiecie suskim, w gminie Budzów.
W latach 1975–1998 miejscowość administracyjnie należała do województwa bielskiego.

## Integralne części wsi Baczyn
Integralne części wsi Baczyn: Baniówka, Doboszówka, Drabinówka, Dział, Galasówka, Gielatówka, Glinnik, Głodówka, Gorylówka, Klimoszówka, Korea, Kozłówka, Kwaśniówka, Leśniakówka, Liszkówka, Magdziakówka, Majchrówka, Młynarczykówka, Pająkówka, Pertkówka, Pękalówka, Putyrówka, Ruskówka, Sabałówka, Skotówka, Witkówka, Wronówka, Zagrody, Zarębówka.

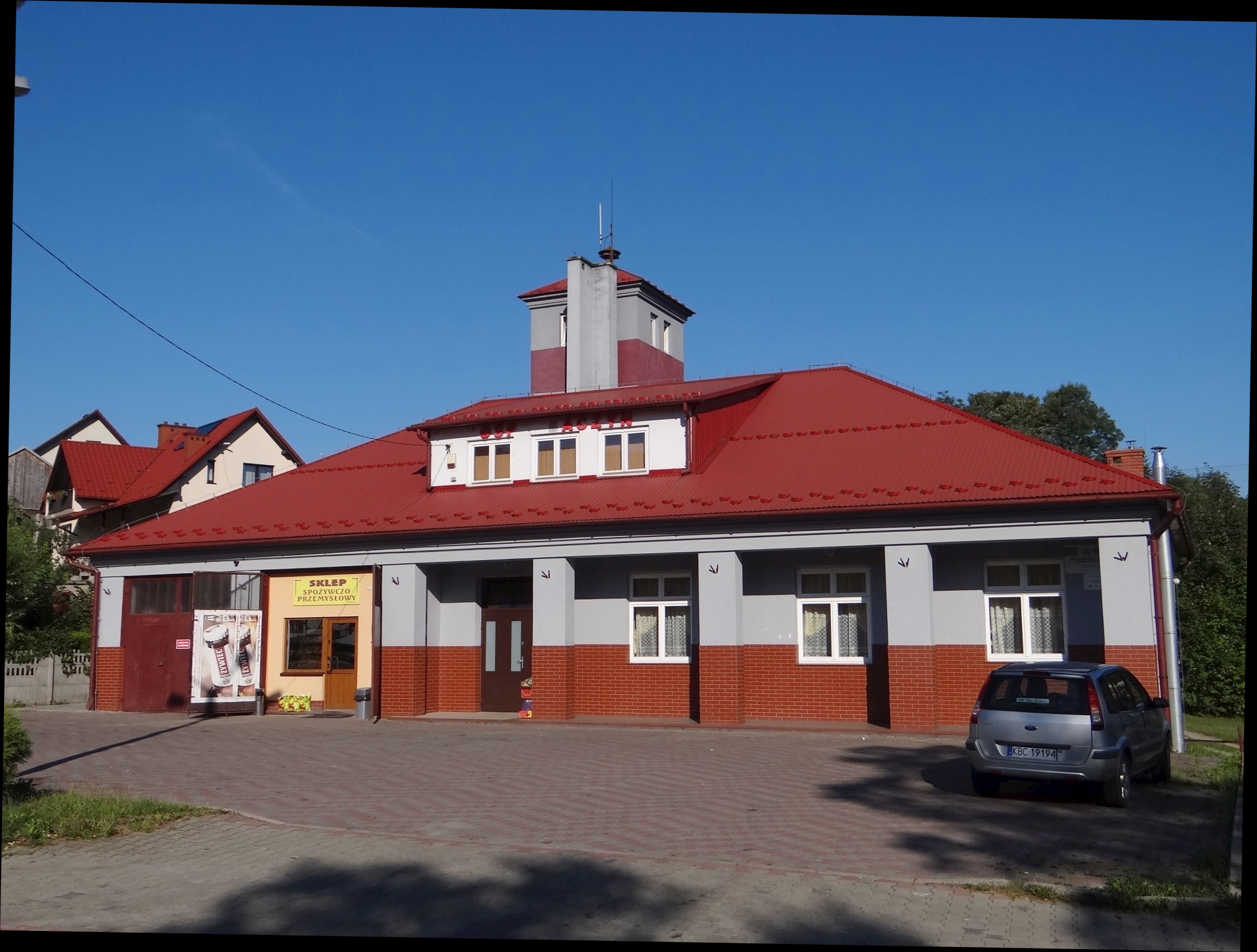
Baczyn, remiza strażacka
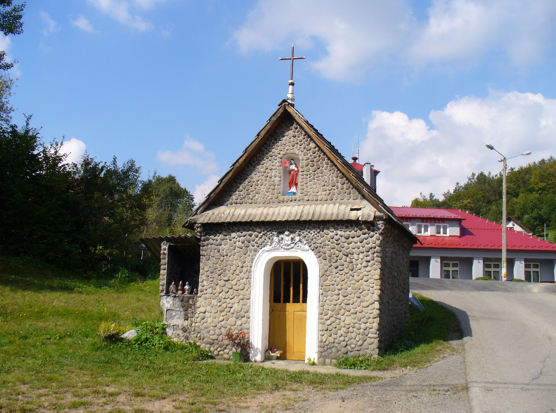
Baczyn, kapliczka przydrożna